# هاري بيلافونت
هارولد جورج بيلانفانتي الابن (من مواليد 1 مارس 1927) هو مغني، كاتب أغاني، ممثل، وناشط اجتماعي أمريكي يعتبر من أنجح نجوم البوب الأمريكان الكاريبيين في التاريخ، أطلق عليه «ملك الكاليبسو» لتعميمه أسلوب الموسيقى الكاريبية بجمهور دولي في الخمسينيات. ألبومه الناجح كاليپسو (1956) هو أول ألبوم لمغني منفرد يباع منه مليون نسخة. كان بلفونت من أوائل مدعمي حركة الحقوق المدنية في الخمسينيات، وأحد المقربين من مارتن لوثر كينغ. أثناء حياته العملية كان مدافعاً عن القضايا الإنسانية، مثل الحركة المناهضة للتمييز العنصري والولايات المتحدة من أجل أفريقية. منذ عام 1987 أصبح سفير النوايا الحسنة لليونيسيف. في السنوات الأخيرى أصبح من منتقدي سياسات ادارتي جورج دبليو بوش وباراك اوباما. حاز بلفونت ثلاث جوائز غرامي، ومنها جائزة غرامي للإنجاز مدى الحياة، جائزة إيمي، وجائزة توني. حصل عام 1989 على تكريمات مركز كنيدي. حاز الوسام الوطني للفنون عام 1994. حاز جائزة جين هرشولت الإنسانية في جوائز الحكام السنوية السادسة، من جوائز أوسكار عام 2014، 
شارك في أفلام منها كارمن جونز و الفرص غير المواتية غدا أو أودز أغينست تومورو وفيلم العالم والجسد وغدا أو ذاوورلد، ذا فلش آند تومورو سعت إلى لفت الانتباه إلى مساوئ العنصرية وعدم المساواة.

## النشأة
وُلد هارولد جورج بيلافونت الابن في 1 مارس 1927 بعد مخاض طويل في مستشفى مدينة هارلم في نيويورك. كانت والدته ميلفين مدبرة منزلية ووالده هارلود طاهٍ. وُلدت أمه في جامايكا لأب أسود وأم اسكتلندية بيضاء، ووُلد أبوه أيضًا في جامايكا لأم سوداء وأب يهودي من أصول هولندية. وصف بيلافونت جده الذي لم يلتقه قط  بأنه: هولندي يهودي أبيض انتقل إلى جزر البحر الكاريبي سعيًا وراء الذهب والألماس دون أن يحقق أي مكاسب. عاش بيلافونت بين أعوام 1932 – 1940 مع إحدى جداته في جامايكا، حيث التحق بمدرسة ولمر. عاد بعدها إلى نيويورك ليلتحق بمدرسة جورج واشنطن الثانوية، ثم التحق بالبحرية وخدم مع جيش الولايات المتحدة الأمريكية في الحرب العالمية الثانية. بدأ تعلقه بالتمثيل عندما حضر عدة مسرحيات في أربعينيات القرن الماضي، ثم بدأ يحضر دروسًا في التمثيل في ورشة عمل بالمدرسة الجديدة في نيويورك مع المخرج الألماني الشهير إيروين بيسكاتور إلى جانب مارلون براندو وتوني كورتيس ووالتر ماتاو وبي آرثر وسيدني بويتير، وبدأ بتأدية بعض الأدوار المسرحية حصل في أحدها على جائزة تكريمية.

## مسيرته المهنية الموسيقية
بدأ بيلافونت مشواره الفني في مجال الموسيقى مطربًا في عدد من النوادي في مدينة نيويورك لدفع تكاليف دروس التمثيل. كانت المرة الأولى التي ظهر فيها أمام الجمهور مع فرقة تشارلي باركر برفقة تشارلي باركر نفسه وماكس روش ومايلز ديفيز. كان بيلافونت في البداية يغني موسيقى البوب، لكنه أبدى اهتمامًا كبيرًا بالموسيقى الشعبية لاحقًا، وبدأ يدرس الأغاني في أرشيف الأغاني الشعبية الأمريكية بمكتبة الكونغرس. بدأ نجم بيلافونت باللمعان بعدها فظهر مع صديقه عازف الغيتار ميلارد توماس في نادي الجاز الشهير ذا فيليج فاغوارد في عام 1953، ثم وقّع عقدًا مع أستوديوهات آر سي إي، واستمر في تسجيل الأغاني معهم بانتظام حتى عام 1974.

### كاليبسو
أولى أغاني بيلافونت المميزة كانت «ماتيلدا» المسجلة في 27 أبريل 1953. أصدر لاحقًا ألبومه الشهير كاليبسو في عام 1956 الذي بيع منه أكثر من مليون نسخة في غضون عام واحد فقط، وأصبح أكثر ألبوم غنائي مبيعًا في إنجلترا على الإطلاق، واحتل المرتبة الرابعة في قائمة أفضل 100 ألبوم غنائي؛ لأنه بقي 31 أسبوعًا في المرتبة الأولى و58 أسبوعًا ضمن المراكز العشرة الأولى و99 أسبوعًا على قوائم أفضل الألبومات في الولايات المتحدة. قدم هذا الألبوم موسيقى كاليبسو -التي نشأت في ترينيداد وتوباغو في أوائل القرن العشرين- إلى الجمهور الأمريكي، ولُقب بيلافونت بسبب ذلك «ملك كاليبسو».
كانت أغنية «بانانا بوت سونغ» واحدة من أشهر أغاني الألبوم، وقد وصلت إلى المرتبة الخامسة على قائمة أفضل أغاني البوب، والأغنية الأخرى التي حققت نجاحًا كبيرًا هي «جامب إن ذا لاين».

## نشاطه السياسي والإنساني
كانت أفكار بلافونت السياسية مستوحاة إلى حد كبير من المغني والممثل والناشط الشيوعي بول روبسون. عارض روبسون العنصرية المتفشية في الولايات المتحدة والاستعمار الغربي لإفريقيا. لم تحمِ الشهرة بلافونت من النقد بسبب تعاطفه مع الشيوعية، وقد تعرض أيضًا للتمييز العنصري بالأخص في الجنوب الأمريكي، ما دفعه لرفض الغناء هناك من عام 1954 حتى عام 1961. ظهر بلافونت في حملة إعلانية لدعم المرشح الرئاسي الديمقراطي جون كينيدي في عام 1960. وعينه كينيدي لاحقًا مستشارًا ثقافيًا في مجال السلام.
ألقى  بلافونت الخطاب الرئيس في الاحتفال بيوم حقوق الإنسان في شمال كاليفورنيا في ديسمبر 2007، وحصل على جائزة رئيس القضاة إيرل وارن للحريات المدنية. تضمن مهرجان صندانز السينمائي لعام 2011 فيلمًا وثائقيًا يُركز على نشاطات بلافونت وقيادته لحركة الحقوق المدنية في أمريكا ومساعيه لتعزيز العدالة الاجتماعية على مستوى العالم.

## روابط خارجية
- هاري بيلافونت على موقع IMDb (الإنجليزية)
- هاري بيلافونت على موقع ميتاكريتيك (الإنجليزية)
- هاري بيلافونت على موقع الموسوعة البريطانية (الإنجليزية)
- هاري بيلافونت على موقع روتن توميتوز (الإنجليزية)
- هاري بيلافونت على موقع مونزينجر (الألمانية)
- هاري بيلافونت على موقع قاعدة بيانات الأفلام العربية
- هاري بيلافونت على موقع ألو سيني (الفرنسية)
- هاري بيلافونت على موقع ميوزك برينز (الإنجليزية)
- هاري بيلافونت على موقع رولينغ ستون (الإنجليزية)
- هاري بيلافونت على موقع تيرنر كلاسيك موفيز (الإنجليزية)